# Gand-Wevelgem féminin 2021
Cet article concerne la course féminine. Pour la course masculine, voir Gand-Wevelgem 2021.
La 10e édition de Gand-Wevelgem féminin a lieu le 28 mars 2021. C'est la quatrième épreuve de l'UCI World Tour féminin 2021. Elle est remportée par la Néerlandaise Marianne Vos. 

## Présentation

### Organisation
L'épreuve est organisée par Flanders Classics.

### Parcours
À cause de l'épidémie de Covid, l'organisateur ne communique pas le parcours au public. Il devrait cependant être similaire à celui de l'année précédente. Il ne passe pas en France.
Six monts sont au programme de cette édition, dont certains recouverts de pavés :
| Mont | Nom                     | km    | Revêtement | Longueur (m) | Pente moyenne | Pente maxi | km de l'arrivée |
| ---- | ----------------------- | ----- | ---------- | ------------ | ------------- | ---------- | --------------- |
| 1    | Scherpenberg            | 61    |            |              | %             | %          | 80,4            |
| 2    | Vidaigneberg            | 65,5  |            |              | %             | %          | 75,9            |
| 3    | Baneberg (nl)           | 67    |            |              | %             | %          | 74,4            |
| 4    | Monteberg (nl)          | 72,5  |            |              | %             | %          | 68,9            |
| 5    | Mont Kemmel - Belvédère | 74    |            |              | %             | %          | 67,4            |
| 6    | Monteberg (nl)          | 104,5 |            |              | %             | %          | 36,9            |
| 7    | Mont Kemmel - Belvédère | 106   |            |              | %             | %          | 35,4            |

### Équipes
| UCI Women's WorldTeams (9)- Alé BTC Ljubljana - Team BikeExchange - Canyon-SRAM Racing - Team DSM - FDJ-Nouvelle Aquitaine-Futuroscope - Liv Racing - Movistar Team - SD Worx - Trek-Segafredo Équipes féminines continentales (15)- A.R. Monex - Bingoal Casino-Chevalmeire - Ceratizit-WNT Pro Cycling - Cogeas-Mettler-Look Pro Cycling Team - Hitec Products - Doltcini-Van Eyck Sport-Proximus - Drops-Le col - Jumbo-Visma - Lotto Soudal Ladies - Multum Accountants - NXTG Racing - Parkhotel Valkenburg - Plantur-Pura - Rupelcleaning-Champion lubricants - Valcar-Travel & Service |
| |

## Favorites
La vainqueur sortante Jolien D'Hoore est au départ et peut renouveler sa performance. Elle a cependant fort à faire au sprint avec notamment  Emma Norsgaard Jørgensen ou Lotte Kopecky qui sont très en forme. Kirsten Wild, Elisa Balsamo, Sarah Roy et Lorena Wiebes peuvent également s'imposer dans cette configuration. En plus de Kopecky, Lisa Brennauer, Grace Brown, vainqueur à la Panne, ou Elizabeth Deignan pourraient vouloir durcir la course du le mont Kemmel. Certaines protagonistes du cyclisme féminin sont absentes : Anna van der Breggen, Annemiek van Vleuten et Chantal Blaak notamment.

## Récit de la course
Il y a quelques tentatives d'échappée en début de course, avec par exemple Marieke de Groot à l'attaque. Le vent provoque également quelques bordures, mais le peloton reste néanmoins groupé. Après le premier passage du mont Kemmel, à soixante-cinq kilomètres de l'arrivée, un groupe de dix-sept coureuses se forme. Il est rapidement repris et le rythme est globalement faible dans les Plugstreet. À quarante-cinq kilomètres de l'arrivée, une chute retarde quelques coureuses dont Chloe Hosking, Kirsten Wild et Ceylin del Carmen Alvarado. Le rythme augmente au même moment dans le Monteberg. L'ascension du Kemmel donne lieu à une accélération d'Elisa Longo Borghini et Katarzyna Niewiadoma . Elles sont talonnées par Marianne Vos, Lotte Kopecky, Ellen van Dijk, Amy Pieters et Marta Cavalli. Jolien D'Hoore est par contre en difficulté dans le Kemmel. Immédiatement après le sommet, Marianne Vos provoque la jonction avec le duo d'échappée. Le groupe de poursuite revient également sur ces sept athlètes et un peloton d'une vingtaine d'unités se reforme. Anna Henderson sort seule et se fait reprendre au bout de quelques kilomètres. Arrivée sur la route menant à Wevelgem, Trek-Segafredo accélère brutalement et provoque la formation d'une échappée de huit coureuses dont Elizabeth Deignan, van Dijk et Longo Borghini. À vingt kilomètres de l'arrivée, Elisa Longo Borghini sort de ce groupe. Soraya Paladin la suit. Les six autres coureuses sont reprises plus loin par ce qu'il reste du peloton. Elles maintiennent une vingtaine de secondes d'avance jusque dans les derniers kilomètres, Longo Borghini effectuant la majorité du travail. Le peloton les reprend néanmoins à trois kilomètres du but. Marianne Vos lance le sprint vent dans le dos et n'est pas dépassée. Lotte Kopecky est deuxième et Lisa Brennauer troisième, tout comme l'année précédente.

## Classements

### Classement final
| \| Classement général \| Classement général \| Classement général \| Classement général \| Classement général \| \| Coureuse \| Coureuse \| Pays \| Équipe \| Temps \| \| ------------------ \| ------------------ \| ------------------ \| ---------------------------------- \| ------------------ \| \| 1re \| Marianne Vos \| Pays-Bas \| Jumbo-Visma Women Team \| 3 h 45 min 08 s \| \| 2e \| Lotte Kopecky \| Belgique \| Liv Racing \| + 0 s \| \| 3e \| Lisa Brennauer \| Allemagne \| Ceratizit-WNT Pro Cycling \| + 0 s \| \| 4e \| Elisa Balsamo \| Italie \| Valcar-Travel & Service \| + 0 s \| \| 5e \| Marta Bastianelli \| Italie \| Alé BTC Ljubljana \| + 0 s \| \| 6e \| Emilia Fahlin \| Suède \| FDJ-Nouvelle Aquitaine-Futuroscope \| + 0 s \| \| 7e \| Kristen Faulkner \| États-Unis \| Tibco-Silicon Valley Bank \| + 0 s \| \| 8e \| Sarah Roy \| Australie \| Team BikeExchange \| + 0 s \| \| 9e \| Emma Norsgaard \| Danemark \| Movistar Team \| + 0 s \| \| 10e \| Lauren Stephens \| États-Unis \| Tibco-Silicon Valley Bank \| + 0 s \| |                   |            |                                    |                 |
| |                   |            |                                    |                 |
| Source : ProCyclingStats |                   |            |                                    |                 |
| Classement général |                   |            |                                    |                 |
| Coureuse | Coureuse          | Pays       | Équipe                             | Temps           |
| 1re | Marianne Vos      | Pays-Bas   | Jumbo-Visma Women Team             | 3 h 45 min 08 s |
| 2e | Lotte Kopecky     | Belgique   | Liv Racing                         | + 0 s           |
| 3e | Lisa Brennauer    | Allemagne  | Ceratizit-WNT Pro Cycling          | + 0 s           |
| 4e | Elisa Balsamo     | Italie     | Valcar-Travel & Service            | + 0 s           |
| 5e | Marta Bastianelli | Italie     | Alé BTC Ljubljana                  | + 0 s           |
| 6e | Emilia Fahlin     | Suède      | FDJ-Nouvelle Aquitaine-Futuroscope | + 0 s           |
| 7e | Kristen Faulkner  | États-Unis | Tibco-Silicon Valley Bank          | + 0 s           |
| 8e | Sarah Roy         | Australie  | Team BikeExchange                  | + 0 s           |
| 9e | Emma Norsgaard    | Danemark   | Movistar Team                      | + 0 s           |
| 10e | Lauren Stephens   | États-Unis | Tibco-Silicon Valley Bank          | + 0 s           |

### UCI World Tour

#### Points attribués
| Position           | 1er | 2e  | 3e  | 4e  | 5e  | 6e  | 7e  | 8e  | 9e | 10e | 11e | 12e | 13e | 14e | 15e | 16e à 20e | 21e à 30e | 31e à 40e |
| Classement général | 400 | 320 | 260 | 220 | 180 | 140 | 120 | 100 | 80 | 68  | 56  | 48  | 40  | 32  | 28  | 24        | 16        | 8         |

| Classement par points | Classement par points       | Classement par points | Classement par points              | Classement par points |
| Coureuse              | Coureuse                    | Pays                  | Équipe                             | Points                |
| --------------------- | --------------------------- | --------------------- | ---------------------------------- | --------------------- |
| 1re                   | Marianne Vos                | Pays-Bas              | Jumbo-Visma Women Team             | 840 pts               |
| 2e                    | Elisa Longo Borghini        | Italie                | Trek-Segafredo                     | 728 pts               |
| 3e                    | Lotte Kopecky               | Belgique              | Liv Racing                         | 564 pts               |
| 4e                    | Elisa Balsamo               | Italie                | Valcar-Travel & Service            | 520 pts               |
| 5e                    | Cecilie Uttrup Ludwig       | Danemark              | FDJ-Nouvelle Aquitaine-Futuroscope | 448 pts               |
| 6e                    | Grace Brown                 | Australie             | Team BikeExchange                  | 416 pts               |
| 7e                    | Chantal van den Broek-Blaak | Pays-Bas              | SD Worx                            | 408 pts               |
| 8e                    | Emma Norsgaard              | Danemark              | Movistar Team                      | 400 pts               |
| 9e                    | Katarzyna Niewiadoma        | Pologne               | Canyon-SRAM Racing                 | 308 pts               |
| 10e                   | Lisa Brennauer              | Allemagne             | Ceratizit-WNT Pro Cycling          | 284 pts               |

| Classement par points | Classement par points       | Classement par points | Classement par points              | Classement par points |
| Coureuse              | Coureuse                    | Pays                  | Équipe                             | Points                |
| --------------------- | --------------------------- | --------------------- | ---------------------------------- | --------------------- |
| 1re                   | Marianne Vos                | Pays-Bas              | Jumbo-Visma Women Team             | 840 pts               |
| 2e                    | Elisa Longo Borghini        | Italie                | Trek-Segafredo                     | 728 pts               |
| 3e                    | Lotte Kopecky               | Belgique              | Liv Racing                         | 564 pts               |
| 4e                    | Elisa Balsamo               | Italie                | Valcar-Travel & Service            | 520 pts               |
| 5e                    | Cecilie Uttrup Ludwig       | Danemark              | FDJ-Nouvelle Aquitaine-Futuroscope | 448 pts               |
| 6e                    | Grace Brown                 | Australie             | Team BikeExchange                  | 416 pts               |
| 7e                    | Chantal van den Broek-Blaak | Pays-Bas              | SD Worx                            | 408 pts               |
| 8e                    | Emma Norsgaard              | Danemark              | Movistar Team                      | 400 pts               |
| 9e                    | Katarzyna Niewiadoma        | Pologne               | Canyon-SRAM Racing                 | 308 pts               |
| 10e                   | Lisa Brennauer              | Allemagne             | Ceratizit-WNT Pro Cycling          | 284 pts               |

| Classement du meilleur jeune | Classement du meilleur jeune | Classement du meilleur jeune | Classement du meilleur jeune       | Classement du meilleur jeune |
| Coureuse                     | Coureuse                     | Pays                         | Équipe                             | Points                       |
| ---------------------------- | ---------------------------- | ---------------------------- | ---------------------------------- | ---------------------------- |
| 1re                          | Emma Norsgaard               | Danemark                     | Movistar Team                      | 12 pts                       |
| 2e                           | Maria Novolodskaya           | Russie                       | A.R. Monex Women's                 | 8 pts                        |
| 3e                           | Sarah Gigante                | Australie                    | Tibco-Silicon Valley Bank          | 6 pts                        |
| 4e                           | Évita Muzic                  | France                       | FDJ-Nouvelle Aquitaine-Futuroscope | 6 pts                        |
| 5e                           | Vittoria Guazzini            | Italie                       | Valcar-Travel & Service            | 6 pts                        |
| 6e                           | Lorena Wiebes                | Pays-Bas                     | Team DSM                           | 4 pts                        |
| 7e                           | Julia van Bokhoven           | Pays-Bas                     | Parkhotel Valkenburg               | 4 pts                        |
| 8e                           | Mylène de Zoete              | Pays-Bas                     | NXTG Racing                        | 2 pts                        |

| Classement du meilleur jeune | Classement du meilleur jeune | Classement du meilleur jeune | Classement du meilleur jeune       | Classement du meilleur jeune |
| Coureuse                     | Coureuse                     | Pays                         | Équipe                             | Points                       |
| ---------------------------- | ---------------------------- | ---------------------------- | ---------------------------------- | ---------------------------- |
| 1re                          | Emma Norsgaard               | Danemark                     | Movistar Team                      | 12 pts                       |
| 2e                           | Maria Novolodskaya           | Russie                       | A.R. Monex Women's                 | 8 pts                        |
| 3e                           | Sarah Gigante                | Australie                    | Tibco-Silicon Valley Bank          | 6 pts                        |
| 4e                           | Évita Muzic                  | France                       | FDJ-Nouvelle Aquitaine-Futuroscope | 6 pts                        |
| 5e                           | Vittoria Guazzini            | Italie                       | Valcar-Travel & Service            | 6 pts                        |
| 6e                           | Lorena Wiebes                | Pays-Bas                     | Team DSM                           | 4 pts                        |
| 7e                           | Julia van Bokhoven           | Pays-Bas                     | Parkhotel Valkenburg               | 4 pts                        |
| 8e                           | Mylène de Zoete              | Pays-Bas                     | NXTG Racing                        | 2 pts                        |

| Classement par équipes aux points | Classement par équipes aux points  | Classement par équipes aux points | Classement par équipes aux points |
| Équipe                            | Équipe                             | Pays                              | Points                            |
| --------------------------------- | ---------------------------------- | --------------------------------- | --------------------------------- |
| 1re                               | SD Worx                            | Pays-Bas                          | 1408 pts                          |
| 2e                                | Trek-Segafredo                     | États-Unis                        | 1100 pts                          |
| 3e                                | Liv Racing                         | Pays-Bas                          | 1000 pts                          |
| 4e                                | Jumbo-Visma                        | Pays-Bas                          | 896 pts                           |
| 5e                                | FDJ-Nouvelle Aquitaine-Futuroscope | France                            | 840 pts                           |
| 6e                                | Movistar Team                      | Espagne                           | 788 pts                           |
| 7e                                | Team BikeExchange                  | Australie                         | 588 pts                           |
| 8e                                | Ceratizit-WNT Pro Cycling          | Allemagne                         | 564 pts                           |
| 9e                                | Valcar-Travel & Service            | Italie                            | 552 pts                           |
| 10e                               | Canyon-SRAM Racing                 | Allemagne                         | 540 pts                           |

| Classement par équipes aux points | Classement par équipes aux points  | Classement par équipes aux points | Classement par équipes aux points |
| Équipe                            | Équipe                             | Pays                              | Points                            |
| --------------------------------- | ---------------------------------- | --------------------------------- | --------------------------------- |
| 1re                               | SD Worx                            | Pays-Bas                          | 1408 pts                          |
| 2e                                | Trek-Segafredo                     | États-Unis                        | 1100 pts                          |
| 3e                                | Liv Racing                         | Pays-Bas                          | 1000 pts                          |
| 4e                                | Jumbo-Visma                        | Pays-Bas                          | 896 pts                           |
| 5e                                | FDJ-Nouvelle Aquitaine-Futuroscope | France                            | 840 pts                           |
| 6e                                | Movistar Team                      | Espagne                           | 788 pts                           |
| 7e                                | Team BikeExchange                  | Australie                         | 588 pts                           |
| 8e                                | Ceratizit-WNT Pro Cycling          | Allemagne                         | 564 pts                           |
| 9e                                | Valcar-Travel & Service            | Italie                            | 552 pts                           |
| 10e                               | Canyon-SRAM Racing                 | Allemagne                         | 540 pts                           |

## Liste des participantes
| Légende | Légende                                                                    | Légende | Légende                                                    |
| ------- | -------------------------------------------------------------------------- | ------- | ---------------------------------------------------------- |
| Num     | Dossard de départ porté par le coureur sur ce Gand-Wevelgem                | Pos     | Position à l'arrivée de la course                          |
|         | Indique un maillot de champion national ou mondial, suivi de sa spécialité | NP      | Indique un coureur qui n'a pas pris le départ de la course |
| AB      | Indique un coureur qui n'a pas terminé la course                           | HD      | Indique un coureur qui a terminé la course hors des délais |

| SD Worx SDW | SD Worx SDW                     | SD Worx SDW |
| ----------- | ------------------------------- | ----------- |
| Num         | Coureuse                        | Pos         |
| 1           | Jolien D'Hoore (BEL)            | 64e         |
| 2           | Elena Cecchini (ITA)            | 31e         |
| 3           | Roxane Fournier (FRA)           | 32e         |
| 4           | Christine Majerus (LUX) (route) | 24e         |
| 5           | Amy Pieters (NED)               | 11e         |
| 6           | Lonneke Uneken (NED)            | AB          |

| Liv Racing LIV | Liv Racing LIV              | Liv Racing LIV |
| -------------- | --------------------------- | -------------- |
| Num            | Coureuse                    | Pos            |
| 11             | Lotte Kopecky (BEL) (route) | 2e             |
| 12             | Evy Kuijpers (NED)          | 93e            |
| 13             | Alison Jackson (CAN)        | 47e            |
| 14             | Sofia Bertizzolo (ITA)      | AB             |
| 15             | Jeanne Korevaar (NED)       | 29e            |
| 16             | Soraya Paladin (ITA)        | 35e            |

| Alé BTC Ljubljana ALE | Alé BTC Ljubljana ALE   | Alé BTC Ljubljana ALE |
| --------------------- | ----------------------- | --------------------- |
| Num                   | Coureuse                | Pos                   |
| 21                    | Marta Bastianelli (ITA) | 5e                    |
| 22                    | Eugenia Bujak (SLO)     | 23e                   |
| 23                    | Sophie Wright (GBR)     | AB                    |
| 24                    | Marlen Reusser (SUI)    | 13e                   |
| 25                    | Anna Trevisi (ITA)      | AB                    |
| 26                    | Tatiana Guderzo (ITA)   | 81e                   |

| Canyon-SRAM Racing CSR | Canyon-SRAM Racing CSR      | Canyon-SRAM Racing CSR |
| ---------------------- | --------------------------- | ---------------------- |
| Num                    | Coureuse                    | Pos                    |
| 31                     | Alena Amialiusik (BLR)      | 85e                    |
| 32                     | Tiffany Cromwell (AUS)      | 27e                    |
| 33                     | Hannah Barnes (GBR)         | 18e                    |
| 34                     | Elise Chabbey (SUI) (route) | 25e                    |
| 35                     | Lisa Klein (GER)            | 44e                    |
| 36                     | Katarzyna Niewiadoma (POL)  | 37e                    |

| FDJ-Nouvelle Aquitaine-Futuroscope FDJ | FDJ-Nouvelle Aquitaine-Futuroscope FDJ | FDJ-Nouvelle Aquitaine-Futuroscope FDJ |
| -------------------------------------- | -------------------------------------- | -------------------------------------- |
| Num                                    | Coureuse                               | Pos                                    |
| 41                                     | Stine Borgli (NOR)                     | 50e                                    |
| 42                                     | Marta Cavalli (ITA)                    | 26e                                    |
| 43                                     | Eugénie Duval (FRA)                    | 63e                                    |
| 44                                     | Emilia Fahlin (SWE)                    | 6e                                     |
| 45                                     | Maëlle Grossetête (FRA)                | 75e                                    |
| 46                                     | Cecilie Uttrup Ludwig (DEN)            | 36e                                    |

| Movistar Team MOV | Movistar Team MOV            | Movistar Team MOV |
| ----------------- | ---------------------------- | ----------------- |
| Num               | Coureuse                     | Pos               |
| 51                | Emma Norsgaard (DEN) (route) | 9e                |
| 52                | Jelena Erić (SRB)            | 94e               |
| 53                | Alicia González (ESP)        | 111e              |
| 54                | Barbara Guarischi (ITA)      | 84e               |
| 55                | Gloria Rodríguez (ESP)       | 97e               |
| 56                | Aude Biannic (FRA)           | 87e               |

| Team BikeExchange BEX | Team BikeExchange BEX   | Team BikeExchange BEX |
| --------------------- | ----------------------- | --------------------- |
| Num                   | Coureuse                | Pos                   |
| 61                    | Moniek Tenniglo (NED)   | 110e                  |
| 62                    | Grace Brown (AUS)       | 22e                   |
| 63                    | Teniel Campbell (TTO)   | 96e                   |
| 64                    | Arianna Fidanza (ITA)   | 56e                   |
| 65                    | Jessica Roberts (GBR)   | AB                    |
| 66                    | Sarah Roy (AUS) (route) | 8e                    |

| Team DSM DSM | Team DSM DSM           | Team DSM DSM |
| ------------ | ---------------------- | ------------ |
| Num          | Coureuse               | Pos          |
| 71           | Lorena Wiebes (NED)    | 62e          |
| 72           | Leah Kirchmann (CAN)   | 92e          |
| 73           | Franziska Koch (GER)   | 49e          |
| 74           | Liane Lippert (GER)    | 12e          |
| 75           | Floortje Mackaij (NED) | 19e          |
| 76           | Susanne Andersen (NOR) | 98e          |

| Trek-Segafredo TFS | Trek-Segafredo TFS                 | Trek-Segafredo TFS |
| ------------------ | ---------------------------------- | ------------------ |
| Num                | Coureuse                           | Pos                |
| 81                 | Elisa Longo Borghini (ITA) (route) | 33e                |
| 82                 | Amalie Dideriksen (DEN)            | 109e               |
| 83                 | Lizzie Deignan (GBR)               | 17e                |
| 84                 | Ellen van Dijk (NED)               | 20e                |
| 85                 | Ruth Edwards (USA)                 | 34e                |
| 86                 | Chloe Hosking (AUS)                | AB                 |

| Bingoal-Chevalmeire CCT | Bingoal-Chevalmeire CCT   | Bingoal-Chevalmeire CCT |
| ----------------------- | ------------------------- | ----------------------- |
| Num                     | Coureuse                  | Pos                     |
| 91                      | Rozanne Slik (NED)        | AB                      |
| 92                      | Demi de Jong (NED)        | AB                      |
| 93                      | Thalita de Jong (NED)     | 21e                     |
| 94                      | Lenny Druyts (BEL)        | AB                      |
| 95                      | Kelly Van den Steen (BEL) | 95e                     |
| 96                      | Natalie van Gogh (NED)    | 100e                    |

| Ceratizit-WNT Pro Cycling WNT | Ceratizit-WNT Pro Cycling WNT   | Ceratizit-WNT Pro Cycling WNT |
| ----------------------------- | ------------------------------- | ----------------------------- |
| Num                           | Coureuse                        | Pos                           |
| 101                           | Kirsten Wild (NED)              | 43e                           |
| 102                           | Maria Giulia Confalonieri (ITA) | 38e                           |
| 103                           | Marta Lach (POL) (route)        | 48e                           |
| 104                           | Julie Norman Leth (DEN)         | 71e                           |
| 105                           | Sarah Rijkes (AUT)              | AB                            |
| 106                           | Lisa Brennauer (GER) (route)    | 3e                            |

| Plantur-Pura PLP | Plantur-Pura PLP                 | Plantur-Pura PLP |
| ---------------- | -------------------------------- | ---------------- |
| Num              | Coureuse                         | Pos              |
| 111              | Ceylin del Carmen Alvarado (NED) | 65e              |
| 112              | Manon Bakker (NED)               | 69e              |
| 113              | Sanne Cant (BEL)                 | 89e              |
| 114              | Yara Kastelijn (NED)             | 30e              |
| 115              | Laura Süßemilch (GER)            | 103e             |
| 116              | Inge van der Heijden (NED)       | AB               |

| Doltcini-Van Eyck-Proximus DVE | Doltcini-Van Eyck-Proximus DVE      | Doltcini-Van Eyck-Proximus DVE |
| ------------------------------ | ----------------------------------- | ------------------------------ |
| Num                            | Coureuse                            | Pos                            |
| 121                            | Marieke de Groot (NED)              | AB                             |
| 122                            | Fien Van Eynde (BEL)                | 91e                            |
| 123                            | Christina Schweinberger (AUT)       | 86e                            |
| 124                            | Kathrin Schweinberger (AUT) (route) | 52e                            |
| 125                            | Nicole Steigenga (NED)              | 57e                            |
| 126                            | Bryony van Velzen (NED)             | AB                             |

| Drops-Le Col DRP | Drops-Le Col DRP              | Drops-Le Col DRP |
| ---------------- | ----------------------------- | ---------------- |
| Num              | Coureuse                      | Pos              |
| 131              | Danielle Christmas (GBR)      | AB               |
| 132              | Maria Martins (POR)           | 53e              |
| 133              | Emilie Moberg (NOR)           | 101e             |
| 134              | Sara Penton (SWE)             | 80e              |
| 135              | Marjolein van 't Geloof (NED) | AB               |
| 136              | Maike van der Duin (NED)      | 45e              |

| Coop-Hitec Products HPU | Coop-Hitec Products HPU  | Coop-Hitec Products HPU |
| ----------------------- | ------------------------ | ----------------------- |
| Num                     | Coureuse                 | Pos                     |
| 141                     | Caroline Andersson (SWE) | AB                      |
| 142                     | Ingvild Gåskjenn (NOR)   | AB                      |
| 143                     | Martine Gjøs (NOR)       | AB                      |
| 144                     | Mieke Kröger (GER)       | 107e                    |
| 145                     | Ann Helen Olsen (NOR)    | AB                      |
| 146                     | Amalie Lutro (NOR)       | 54e                     |

| Jumbo-Visma Women Team TJV | Jumbo-Visma Women Team TJV | Jumbo-Visma Women Team TJV |
| -------------------------- | -------------------------- | -------------------------- |
| Num                        | Coureuse                   | Pos                        |
| 151                        | Marianne Vos (NED)         | 1re                        |
| 152                        | Romy Kasper (GER)          | 39e                        |
| 153                        | Riejanne Markus (NED)      | 68e                        |
| 154                        | Karlijn Swinkels (NED)     | 72e                        |
| 155                        | Nancy van der Burg (NED)   | 40e                        |
| 156                        | Anna Henderson (GBR)       | 42e                        |

| Lotto Soudal Ladies LSL | Lotto Soudal Ladies LSL  | Lotto Soudal Ladies LSL |
| ----------------------- | ------------------------ | ----------------------- |
| Num                     | Coureuse                 | Pos                     |
| 162                     | Alana Castrique (BEL)    | AB                      |
| 163                     | Hanna Nilsson (SWE)      | 78e                     |
| 164                     | Abby-Mae Parkinson (GBR) | AB                      |
| 165                     | Anna Plichta (POL)       | 79e                     |
| 166                     | Jesse Vandenbulcke (BEL) | 46e                     |

| Multum Accountants MUL | Multum Accountants MUL  | Multum Accountants MUL |
| ---------------------- | ----------------------- | ---------------------- |
| Num                    | Coureuse                | Pos                    |
| 171                    | Anna Badegruber (AUT)   | AB                     |
| 172                    | Marijke de Smedt (BEL)  | 102e                   |
| 173                    | Fien Delbaere (BEL)     | 58e                    |
| 174                    | Ann-Sophie Duyck (BEL)  | 66e                    |
| 175                    | Céline van Houtum (NED) | 108e                   |
| 176                    | Kylie Waterreus (NED)   | 59e                    |

| NXTG Racing NXG | NXTG Racing NXG       | NXTG Racing NXG |
| --------------- | --------------------- | --------------- |
| Num             | Coureuse              | Pos             |
| 181             | Mylène de Zoete (NED) | 105e            |
| 182             | Julia Borgström (SWE) | AB              |
| 183             | Amelia Sharpe (GBR)   | 76e             |
| 184             | Catalina Soto (CHI)   | 51e             |
| 185             | Charlotte Kool (NED)  | AB              |
| 186             | Emily Wadsworth (GBR) | 104e            |

| Parkhotel Valkenburg PHV | Parkhotel Valkenburg PHV  | Parkhotel Valkenburg PHV |
| ------------------------ | ------------------------- | ------------------------ |
| Num                      | Coureuse                  | Pos                      |
| 191                      | Mischa Bredewold (NED)    | 88e                      |
| 192                      | Nina Buysman (NED)        | 73e                      |
| 193                      | Femke Gerritse (NED)      | 74e                      |
| 194                      | Lieke Nooijen (NED)       | 61e                      |
| 195                      | Marit Raaijmakers (NED)   | 70e                      |
| 196                      | Amber van der Hulst (NED) | AB                       |

| Rupelcleaning-Champion lubricants RUP | Rupelcleaning-Champion lubricants RUP | Rupelcleaning-Champion lubricants RUP |
| ------------------------------------- | ------------------------------------- | ------------------------------------- |
| Num                                   | Coureuse                              | Pos                                   |
| 201                                   | Svenja Betz (GER)                     | AB                                    |
| 202                                   | Antonia Gröndahl (FIN)                | AB                                    |
| 203                                   | Isabelle Beckers (BEL)                | AB                                    |
| 204                                   | Mia Griffin (IRL)                     | AB                                    |
| 205                                   | Alice Sharpe (IRL)                    | AB                                    |
| 206                                   | Sara Van de Vel (BEL)                 | 67e                                   |

| Tibco-Silicon Valley Bank TIB | Tibco-Silicon Valley Bank TIB | Tibco-Silicon Valley Bank TIB |
| ----------------------------- | ----------------------------- | ----------------------------- |
| Num                           | Coureuse                      | Pos                           |
| 211                           | Eva Buurman (NED)             | 60e                           |
| 212                           | Sarah Gigante (AUS)           | 41e                           |
| 213                           | Tanja Erath (GER)             | 99e                           |
| 214                           | Kristen Faulkner (USA)        | 7e                            |
| 215                           | Nina Kessler (NED)            | 90e                           |
| 216                           | Lauren Stephens (USA)         | 10e                           |

| Valcar-Travel & Service VAL | Valcar-Travel & Service VAL | Valcar-Travel & Service VAL |
| --------------------------- | --------------------------- | --------------------------- |
| Num                         | Coureuse                    | Pos                         |
| 221                         | Elisa Balsamo (ITA)         | 4e                          |
| 222                         | Chiara Consonni (ITA)       | 77e                         |
| 223                         | Vittoria Guazzini (ITA)     | 28e                         |
| 224                         | Silvia Persico (ITA)        | 82e                         |
| 225                         | Eleonora Gasparrini (ITA)   | AB                          |
| 226                         | Ilaria Sanguineti (ITA)     | 83e                         |

| A.R. Monex Women's ASA | A.R. Monex Women's ASA        | A.R. Monex Women's ASA |
| ---------------------- | ----------------------------- | ---------------------- |
| Num                    | Coureuse                      | Pos                    |
| 231                    | Maria Novolodskaya (RUS)      | 16e                    |
| 232                    | Katia Ragusa (ITA)            | 14e                    |
| 233                    | Lizbeth Salazar (MEX)         | 55e                    |
| 234                    | Arlenis Sierra (CUB)          | 15e                    |
| 235                    | Maria Vittoria Sperotto (ITA) | 106e                   |
| 236                    | Jade Teolis (FRA)             | AB                     |

| SD Worx SDW | SD Worx SDW                     | SD Worx SDW |
| ----------- | ------------------------------- | ----------- |
| Num         | Coureuse                        | Pos         |
| 1           | Jolien D'Hoore (BEL)            | 64e         |
| 2           | Elena Cecchini (ITA)            | 31e         |
| 3           | Roxane Fournier (FRA)           | 32e         |
| 4           | Christine Majerus (LUX) (route) | 24e         |
| 5           | Amy Pieters (NED)               | 11e         |
| 6           | Lonneke Uneken (NED)            | AB          |

| Liv Racing LIV | Liv Racing LIV              | Liv Racing LIV |
| -------------- | --------------------------- | -------------- |
| Num            | Coureuse                    | Pos            |
| 11             | Lotte Kopecky (BEL) (route) | 2e             |
| 12             | Evy Kuijpers (NED)          | 93e            |
| 13             | Alison Jackson (CAN)        | 47e            |
| 14             | Sofia Bertizzolo (ITA)      | AB             |
| 15             | Jeanne Korevaar (NED)       | 29e            |
| 16             | Soraya Paladin (ITA)        | 35e            |

| Alé BTC Ljubljana ALE | Alé BTC Ljubljana ALE   | Alé BTC Ljubljana ALE |
| --------------------- | ----------------------- | --------------------- |
| Num                   | Coureuse                | Pos                   |
| 21                    | Marta Bastianelli (ITA) | 5e                    |
| 22                    | Eugenia Bujak (SLO)     | 23e                   |
| 23                    | Sophie Wright (GBR)     | AB                    |
| 24                    | Marlen Reusser (SUI)    | 13e                   |
| 25                    | Anna Trevisi (ITA)      | AB                    |
| 26                    | Tatiana Guderzo (ITA)   | 81e                   |

| Canyon-SRAM Racing CSR | Canyon-SRAM Racing CSR      | Canyon-SRAM Racing CSR |
| ---------------------- | --------------------------- | ---------------------- |
| Num                    | Coureuse                    | Pos                    |
| 31                     | Alena Amialiusik (BLR)      | 85e                    |
| 32                     | Tiffany Cromwell (AUS)      | 27e                    |
| 33                     | Hannah Barnes (GBR)         | 18e                    |
| 34                     | Elise Chabbey (SUI) (route) | 25e                    |
| 35                     | Lisa Klein (GER)            | 44e                    |
| 36                     | Katarzyna Niewiadoma (POL)  | 37e                    |

| FDJ-Nouvelle Aquitaine-Futuroscope FDJ | FDJ-Nouvelle Aquitaine-Futuroscope FDJ | FDJ-Nouvelle Aquitaine-Futuroscope FDJ |
| -------------------------------------- | -------------------------------------- | -------------------------------------- |
| Num                                    | Coureuse                               | Pos                                    |
| 41                                     | Stine Borgli (NOR)                     | 50e                                    |
| 42                                     | Marta Cavalli (ITA)                    | 26e                                    |
| 43                                     | Eugénie Duval (FRA)                    | 63e                                    |
| 44                                     | Emilia Fahlin (SWE)                    | 6e                                     |
| 45                                     | Maëlle Grossetête (FRA)                | 75e                                    |
| 46                                     | Cecilie Uttrup Ludwig (DEN)            | 36e                                    |

| Movistar Team MOV | Movistar Team MOV            | Movistar Team MOV |
| ----------------- | ---------------------------- | ----------------- |
| Num               | Coureuse                     | Pos               |
| 51                | Emma Norsgaard (DEN) (route) | 9e                |
| 52                | Jelena Erić (SRB)            | 94e               |
| 53                | Alicia González (ESP)        | 111e              |
| 54                | Barbara Guarischi (ITA)      | 84e               |
| 55                | Gloria Rodríguez (ESP)       | 97e               |
| 56                | Aude Biannic (FRA)           | 87e               |

| Team BikeExchange BEX | Team BikeExchange BEX   | Team BikeExchange BEX |
| --------------------- | ----------------------- | --------------------- |
| Num                   | Coureuse                | Pos                   |
| 61                    | Moniek Tenniglo (NED)   | 110e                  |
| 62                    | Grace Brown (AUS)       | 22e                   |
| 63                    | Teniel Campbell (TTO)   | 96e                   |
| 64                    | Arianna Fidanza (ITA)   | 56e                   |
| 65                    | Jessica Roberts (GBR)   | AB                    |
| 66                    | Sarah Roy (AUS) (route) | 8e                    |

| Team DSM DSM | Team DSM DSM           | Team DSM DSM |
| ------------ | ---------------------- | ------------ |
| Num          | Coureuse               | Pos          |
| 71           | Lorena Wiebes (NED)    | 62e          |
| 72           | Leah Kirchmann (CAN)   | 92e          |
| 73           | Franziska Koch (GER)   | 49e          |
| 74           | Liane Lippert (GER)    | 12e          |
| 75           | Floortje Mackaij (NED) | 19e          |
| 76           | Susanne Andersen (NOR) | 98e          |

| Trek-Segafredo TFS | Trek-Segafredo TFS                 | Trek-Segafredo TFS |
| ------------------ | ---------------------------------- | ------------------ |
| Num                | Coureuse                           | Pos                |
| 81                 | Elisa Longo Borghini (ITA) (route) | 33e                |
| 82                 | Amalie Dideriksen (DEN)            | 109e               |
| 83                 | Lizzie Deignan (GBR)               | 17e                |
| 84                 | Ellen van Dijk (NED)               | 20e                |
| 85                 | Ruth Edwards (USA)                 | 34e                |
| 86                 | Chloe Hosking (AUS)                | AB                 |

| Bingoal-Chevalmeire CCT | Bingoal-Chevalmeire CCT   | Bingoal-Chevalmeire CCT |
| ----------------------- | ------------------------- | ----------------------- |
| Num                     | Coureuse                  | Pos                     |
| 91                      | Rozanne Slik (NED)        | AB                      |
| 92                      | Demi de Jong (NED)        | AB                      |
| 93                      | Thalita de Jong (NED)     | 21e                     |
| 94                      | Lenny Druyts (BEL)        | AB                      |
| 95                      | Kelly Van den Steen (BEL) | 95e                     |
| 96                      | Natalie van Gogh (NED)    | 100e                    |

| Ceratizit-WNT Pro Cycling WNT | Ceratizit-WNT Pro Cycling WNT   | Ceratizit-WNT Pro Cycling WNT |
| ----------------------------- | ------------------------------- | ----------------------------- |
| Num                           | Coureuse                        | Pos                           |
| 101                           | Kirsten Wild (NED)              | 43e                           |
| 102                           | Maria Giulia Confalonieri (ITA) | 38e                           |
| 103                           | Marta Lach (POL) (route)        | 48e                           |
| 104                           | Julie Norman Leth (DEN)         | 71e                           |
| 105                           | Sarah Rijkes (AUT)              | AB                            |
| 106                           | Lisa Brennauer (GER) (route)    | 3e                            |

| Plantur-Pura PLP | Plantur-Pura PLP                 | Plantur-Pura PLP |
| ---------------- | -------------------------------- | ---------------- |
| Num              | Coureuse                         | Pos              |
| 111              | Ceylin del Carmen Alvarado (NED) | 65e              |
| 112              | Manon Bakker (NED)               | 69e              |
| 113              | Sanne Cant (BEL)                 | 89e              |
| 114              | Yara Kastelijn (NED)             | 30e              |
| 115              | Laura Süßemilch (GER)            | 103e             |
| 116              | Inge van der Heijden (NED)       | AB               |

| Doltcini-Van Eyck-Proximus DVE | Doltcini-Van Eyck-Proximus DVE      | Doltcini-Van Eyck-Proximus DVE |
| ------------------------------ | ----------------------------------- | ------------------------------ |
| Num                            | Coureuse                            | Pos                            |
| 121                            | Marieke de Groot (NED)              | AB                             |
| 122                            | Fien Van Eynde (BEL)                | 91e                            |
| 123                            | Christina Schweinberger (AUT)       | 86e                            |
| 124                            | Kathrin Schweinberger (AUT) (route) | 52e                            |
| 125                            | Nicole Steigenga (NED)              | 57e                            |
| 126                            | Bryony van Velzen (NED)             | AB                             |

| Drops-Le Col DRP | Drops-Le Col DRP              | Drops-Le Col DRP |
| ---------------- | ----------------------------- | ---------------- |
| Num              | Coureuse                      | Pos              |
| 131              | Danielle Christmas (GBR)      | AB               |
| 132              | Maria Martins (POR)           | 53e              |
| 133              | Emilie Moberg (NOR)           | 101e             |
| 134              | Sara Penton (SWE)             | 80e              |
| 135              | Marjolein van 't Geloof (NED) | AB               |
| 136              | Maike van der Duin (NED)      | 45e              |

| Coop-Hitec Products HPU | Coop-Hitec Products HPU  | Coop-Hitec Products HPU |
| ----------------------- | ------------------------ | ----------------------- |
| Num                     | Coureuse                 | Pos                     |
| 141                     | Caroline Andersson (SWE) | AB                      |
| 142                     | Ingvild Gåskjenn (NOR)   | AB                      |
| 143                     | Martine Gjøs (NOR)       | AB                      |
| 144                     | Mieke Kröger (GER)       | 107e                    |
| 145                     | Ann Helen Olsen (NOR)    | AB                      |
| 146                     | Amalie Lutro (NOR)       | 54e                     |

| Jumbo-Visma Women Team TJV | Jumbo-Visma Women Team TJV | Jumbo-Visma Women Team TJV |
| -------------------------- | -------------------------- | -------------------------- |
| Num                        | Coureuse                   | Pos                        |
| 151                        | Marianne Vos (NED)         | 1re                        |
| 152                        | Romy Kasper (GER)          | 39e                        |
| 153                        | Riejanne Markus (NED)      | 68e                        |
| 154                        | Karlijn Swinkels (NED)     | 72e                        |
| 155                        | Nancy van der Burg (NED)   | 40e                        |
| 156                        | Anna Henderson (GBR)       | 42e                        |

| Lotto Soudal Ladies LSL | Lotto Soudal Ladies LSL  | Lotto Soudal Ladies LSL |
| ----------------------- | ------------------------ | ----------------------- |
| Num                     | Coureuse                 | Pos                     |
| 162                     | Alana Castrique (BEL)    | AB                      |
| 163                     | Hanna Nilsson (SWE)      | 78e                     |
| 164                     | Abby-Mae Parkinson (GBR) | AB                      |
| 165                     | Anna Plichta (POL)       | 79e                     |
| 166                     | Jesse Vandenbulcke (BEL) | 46e                     |

| Multum Accountants MUL | Multum Accountants MUL  | Multum Accountants MUL |
| ---------------------- | ----------------------- | ---------------------- |
| Num                    | Coureuse                | Pos                    |
| 171                    | Anna Badegruber (AUT)   | AB                     |
| 172                    | Marijke de Smedt (BEL)  | 102e                   |
| 173                    | Fien Delbaere (BEL)     | 58e                    |
| 174                    | Ann-Sophie Duyck (BEL)  | 66e                    |
| 175                    | Céline van Houtum (NED) | 108e                   |
| 176                    | Kylie Waterreus (NED)   | 59e                    |

| NXTG Racing NXG | NXTG Racing NXG       | NXTG Racing NXG |
| --------------- | --------------------- | --------------- |
| Num             | Coureuse              | Pos             |
| 181             | Mylène de Zoete (NED) | 105e            |
| 182             | Julia Borgström (SWE) | AB              |
| 183             | Amelia Sharpe (GBR)   | 76e             |
| 184             | Catalina Soto (CHI)   | 51e             |
| 185             | Charlotte Kool (NED)  | AB              |
| 186             | Emily Wadsworth (GBR) | 104e            |

| Parkhotel Valkenburg PHV | Parkhotel Valkenburg PHV  | Parkhotel Valkenburg PHV |
| ------------------------ | ------------------------- | ------------------------ |
| Num                      | Coureuse                  | Pos                      |
| 191                      | Mischa Bredewold (NED)    | 88e                      |
| 192                      | Nina Buysman (NED)        | 73e                      |
| 193                      | Femke Gerritse (NED)      | 74e                      |
| 194                      | Lieke Nooijen (NED)       | 61e                      |
| 195                      | Marit Raaijmakers (NED)   | 70e                      |
| 196                      | Amber van der Hulst (NED) | AB                       |

| Rupelcleaning-Champion lubricants RUP | Rupelcleaning-Champion lubricants RUP | Rupelcleaning-Champion lubricants RUP |
| ------------------------------------- | ------------------------------------- | ------------------------------------- |
| Num                                   | Coureuse                              | Pos                                   |
| 201                                   | Svenja Betz (GER)                     | AB                                    |
| 202                                   | Antonia Gröndahl (FIN)                | AB                                    |
| 203                                   | Isabelle Beckers (BEL)                | AB                                    |
| 204                                   | Mia Griffin (IRL)                     | AB                                    |
| 205                                   | Alice Sharpe (IRL)                    | AB                                    |
| 206                                   | Sara Van de Vel (BEL)                 | 67e                                   |

| Tibco-Silicon Valley Bank TIB | Tibco-Silicon Valley Bank TIB | Tibco-Silicon Valley Bank TIB |
| ----------------------------- | ----------------------------- | ----------------------------- |
| Num                           | Coureuse                      | Pos                           |
| 211                           | Eva Buurman (NED)             | 60e                           |
| 212                           | Sarah Gigante (AUS)           | 41e                           |
| 213                           | Tanja Erath (GER)             | 99e                           |
| 214                           | Kristen Faulkner (USA)        | 7e                            |
| 215                           | Nina Kessler (NED)            | 90e                           |
| 216                           | Lauren Stephens (USA)         | 10e                           |

| Valcar-Travel & Service VAL | Valcar-Travel & Service VAL | Valcar-Travel & Service VAL |
| --------------------------- | --------------------------- | --------------------------- |
| Num                         | Coureuse                    | Pos                         |
| 221                         | Elisa Balsamo (ITA)         | 4e                          |
| 222                         | Chiara Consonni (ITA)       | 77e                         |
| 223                         | Vittoria Guazzini (ITA)     | 28e                         |
| 224                         | Silvia Persico (ITA)        | 82e                         |
| 225                         | Eleonora Gasparrini (ITA)   | AB                          |
| 226                         | Ilaria Sanguineti (ITA)     | 83e                         |

| A.R. Monex Women's ASA | A.R. Monex Women's ASA        | A.R. Monex Women's ASA |
| ---------------------- | ----------------------------- | ---------------------- |
| Num                    | Coureuse                      | Pos                    |
| 231                    | Maria Novolodskaya (RUS)      | 16e                    |
| 232                    | Katia Ragusa (ITA)            | 14e                    |
| 233                    | Lizbeth Salazar (MEX)         | 55e                    |
| 234                    | Arlenis Sierra (CUB)          | 15e                    |
| 235                    | Maria Vittoria Sperotto (ITA) | 106e                   |
| 236                    | Jade Teolis (FRA)             | AB                     |